# Tlatet Eddouar
Douair, également connue sous le nom francisé de Tléta des Douairs, est une commune de la wilaya de Médéa en Algérie, dont le village-centre, créé en 1921, portait le nom d'Arthur durant la période de la colonisation.

## Géographie
|           | Zoubiria, Ouled Deide                         |        |
| Seghouane | Tlatet Eddouar                                | Rebaia |
|           | Meftaha, Ouled Maaref, El Ouinet , Aïn Boucif |        |

La commune est traversée par la route nationale 60, qui se raccorde au nord-ouest, à Seghouane(8km), à la Nationale 1 (vers Berrouaghia (36km) Médéa (51km), Alger(128km)), et mène au sud-est à Aïn Boucif).(25km)

## Toponymie
Les noms Tlatet Eddouar/Tléta des Douairs évoque la tribu appelée « Douairs » par les autorités coloniales, tribu qui, en liaison avec celle des « Zmalas », a joué un rôle au début de la conquête de l'Algérie, à l'époque de l'émir Abd el-Kader.

## Histoire

### Une catastrophe climatique (1879)
Le 28 mars 1879, cet endroit a connu un accident climatique exceptionnel : au cours d'une manœuvre de routine, une colonne de l'Armée Française, comprenant 350 zouaves du 1er régiment de tirailleurs algériens, emmenés par le sous-lieutenant François Collas a été prise dans un ouragan tellement froid qu'en quelques heures, la colonne a été prise d'une épidémie de congélation. 19 soldats en sont morts et 30 ont été blessés.
Ce désastre au cours duquel le futur général François Collas  a fait preuve de courage et de dévouement pour ses troupes a permis à la médecine militaire d'étudier les causes des épidémies de froid et de les combattre.

### Les origines du village d'Arthur
Arthur est le nom d'une touriste anglaise qui, passant par ces contrées désertiques, déplorait qu'il n'y eut une seule auberge pour prendre le thé de cinq heures. Sans descendants, elle fit savoir qu'elle ferait un don important pour l'édification d'un village à condition qu'il portât son nom. 
Ce qui a été réalisé en 1921 avec la création du centre de colonisation d'Arthur, un des derniers créés en Algérie pour des immigrants agricoles ; chaque colon recevait un lot de 65 ha d'une terre aride à la limite du désert.